# 金堤河
金堤河位于中华人民共和国河南省东北部和山东省西部的一条河流，是黄河左岸支流，属平原排水河流，承担临黄堤与北金堤之间地区的排水任务。源流称大沙河，发源于河南省新乡县古固寨镇以南，蜿蜒向东北，流经新乡经济技术开发区纬七路街道、卫辉市东南部、延津县北部，于延津县马庄乡冯班枣村以北转东流，以下河段又称柳青河，流经滑县西南部，于滑县慈周寨镇孙白社村右纳瓦岗河后再转东北流，经滑县东部、濮阳县北部，过濮阳县柳屯镇东陈庄村以东后大致作为河南、山东两省界河，左岸为山东莘县和阳谷县，右岸为河南省范县和台前县，因历史原因，下游界河段两侧多飞地、插花地。金堤河干流最后于河南台前吴坝镇北张庄村以北汇入黄河。河长158.6千米，流域面积5047平方千米，年均径流量1.66亿立方米。流域内易受水旱灾害。流域地下水属于重碳酸钙型水，部分地区为高氟水。
2019年滑县水利局公布的“金堤河”、“柳清河”河道管理范围与《中国河湖大典·黄河卷》中记述的有所不同。滑县水利局公布的金堤河起自滑县北部枣村乡北耿庄村，与大公河相接，向东北流约5.3千米后转东南流，经白道口镇后于赵营镇小韩村东南的五爷庙右纳黄庄河，以下河段与《中国河湖大典·黄河卷》相同。而柳清河则在滑县西南焦虎镇米村口村以西被大公河一分为二，以西称“西柳清河”，以东称“东柳清河”。东柳清河则在赵营镇田庄村以南汇入黄庄河。天地图在线地图也基本按照本管理范围标注。